# Ubuntu Customization Kit
Ubuntu Customization Kit (UCK) es una herramienta que ayuda al usuario a crear un Live CD/DVD personalizado de la distribución Linux Ubuntu así como también de sus derivadas: Kubuntu, Xubuntu y Edubuntu.
A pesar de que permite la total personalización del sistema uno de sus objetivos principales es facilitar la creación de versiones del sistema operativo en uno o más idiomas en concreto ya que la versión oficial de Ubuntu puede no contener todos los paquetes de idiomas disponibles debido a cuestiones de espacio.